# Головний майстер чиф-петті офіцер

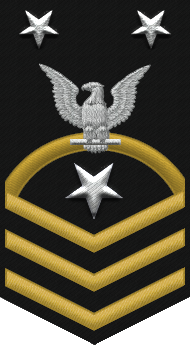
Нашивка головного майстер чиф-петті офіцера у ВМС США

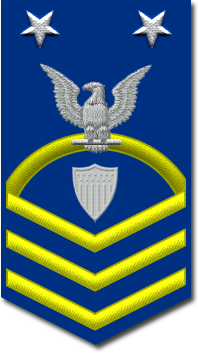
Нашивка головного майстер чиф-петті офіцера Берегової Охорони США

Головни́й ма́йстер чиф-пе́тті о́фіцер (англ. Command Master Chief Petty Officer) (CMDCM) — одне з найвищих військових звань серед матросів та петті-офіцерів зі складу військово-морських сил США та Берегової Охорони Збройних сил країни.
У Військово-морських силах США це звання відноситься до дев'ятого ступеня військової ієрархії (E-9) поруч з військовими званнями майстер чиф-петті офіцера флоту, майстер чиф-петті офіцера сил та майстер чиф-петті офіцера. Нижче за військове звання майстер чиф-петті офіцер ВМС США.
Вперше звання головний майстер чиф-петті офіцер засноване 16 жовтня 1995 року на флоті у відповідності до програми реформування керівної системи у військово-морських силах, що мала за мету стимулювати кар'єрні перспективи старшинського складу, а також забезпечити найвищі стандарти професіоналізму, які будуть підтримані на всіх рівнях в рамках субординації.

## Знаки розрізнення
Знаком розрізнення для головного майстер чиф-петті-офіцера є нарукавна нашивка з орлом, який розміщений вище трьох стрічок-шевронів, кути верхнього шеврону з'єднуються стрічкою-дужкою. Вище орла з розкинутими крилами розміщені по кутам нашивки вістрям вниз дві зірки. На відміну від петті-офіцерів флоту іншого рангу на нарукавній нашивці головного майстер чиф-петті-офіцера замість емблеми фахівця ВМС використовується срібна зірка, а в Береговій охороні срібний щит. На темно-синій (чорній) формі орел і зірки білі, а шеврони золотавого кольору.
На іншій формі одягу знаком розрізнення головного майстер чиф-петті-офіцера служить спеціальна емблема аналогічна емблемі майстер чиф-петті офіцера у вигляді золотавого якоря, що переплітається зі срібним надписом «USN», а у Берегової охорони срібний щит. На горі емблеми дві срібні зірки.